# 芬欧汇川

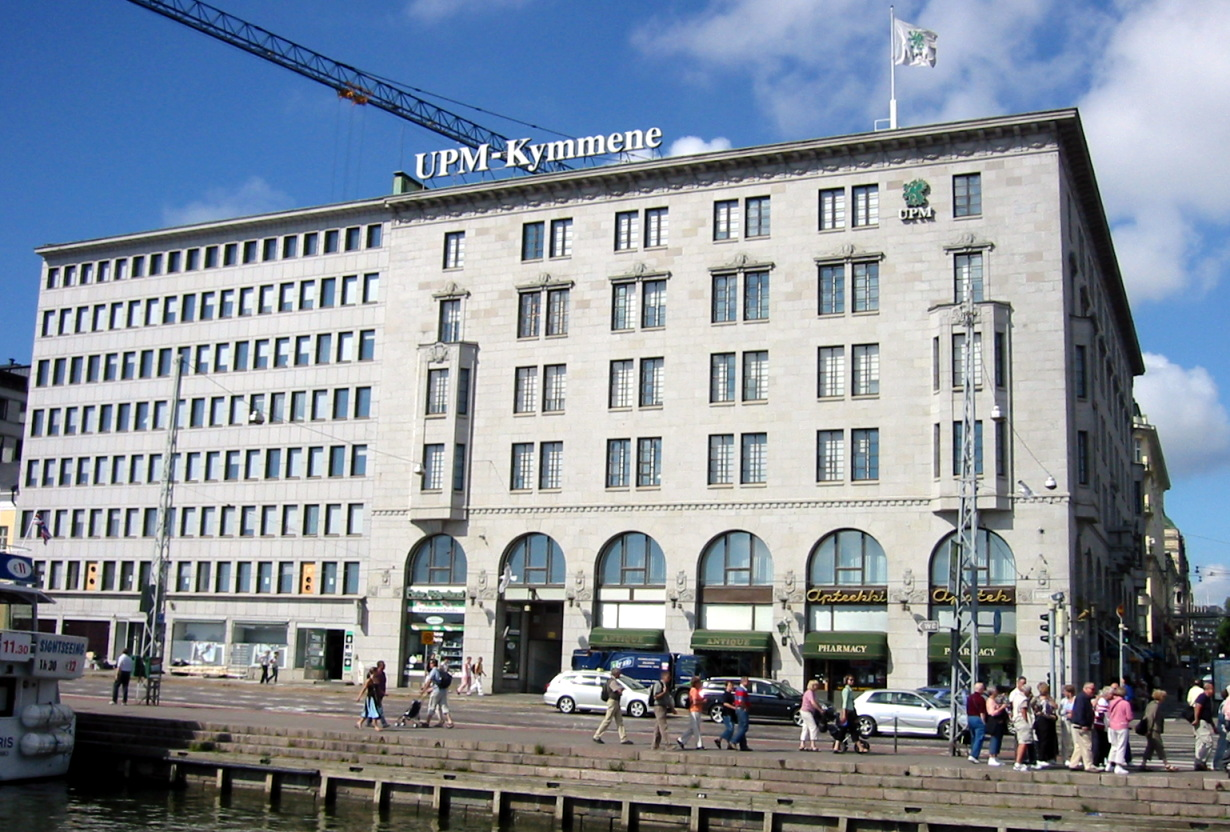
芬欧汇川位于赫尔辛基的前总部大楼

芬欧汇川（芬蘭語：UPM-Kymmene Oyj，中文里也常用UPM芬欧汇川，或直接用字母缩写词UPM）是一家芬兰林业公司。芬欧汇川是在1996年由Kymmene Corporation和Repola Oy的子公司United Paper Mills Ltd合并而成立的。芬欧汇川有六个业务领域。公司集团雇员有一万九千人，并在12个国家设有工厂。芬欧汇川的股票在赫尔辛基股票交易所上市。
芬欧汇川是韦尔拉磨木纸板厂的拥有者和维护者。韦尔拉自1972年起成为博物馆，自1996年起登录在联合国教科文组织的世界遗产名单上。